# Livin’ in a World Without You
«Livin' in a World Without You» — песня, выпущенная в качестве первого сингла с седьмого студийного альбома Black Roses финской группы The Rasmus. Сингл был выпущен 10 сентября 2008 года в Скандинавии, 12 сентября в Германии, Австрии и Швейцарии и 15 сентября во всём мире. Сингл доступен в различных форматах. Песня была впервые исполнена на фестивале «NRJ in the Park» в Берлине 5 июля 2008 года.
Видеоклип к этой песне, созданный Николасом Фрондой, был снят 3 июля в Стокгольме и впервые был показан на веб-сайте группы.

## Список композиций
CD
1. «Livin' in a World Without You» — 3:50
2. «Livin' in a World Without You» (Acoustic Version) — 3:43
3. «You Got It Wrong» — 3:17
4. «Livin' in a World Without You» (Video)

Remixes Promo
1. «Livin In A World Without You» (Jorg Schmid Remix) — 5:15
2. «Livin In A World Without You» (Milan East Remix) — 3:53
3. «Livin In A World Without You» (Jorg Schmid Radio Edit) — 3:06
4. «Livin In A World Without You» (Original Radio Edit) — 3:14

## Позиции в чартах
| Чарт (2008—2009)                   | Высшая позиция |
| ---------------------------------- | -------------- |
| Finnish Singles Chart              | 1              |
| Czech Republic IFPI Airplay Chart  | 25             |
| German Singles Chart               | 14             |
| Austrian Singles Chart             | 39             |
| European Hot 100                   | 35             |
| Swiss Singles Chart                | 78             |
| Greece Singles Chart               | 3              |
| Venezuela Pop Rock (Record Report) | 17             |